# Bentley Azure
Bentley Azure je luksuzni kabriolet engleskog proizvođača automobila Bentleya. Model je u prvoj generaciji debitirao 1995. i proizvodio se do 2003., a od 2006. je u proizvodnji druga generacija koja je izgrađena na platformi Arnagea. Krov je sukladno Bentleyevoj tradiciji mekani platneni. Danas je to jedan od najluksuznijh automobila trenutačno u proizvodnji. 
Motor koji se ugrađuje u Azure je 6.¾-L V8 koji proizvodi 456 KS. To mu omogućuje ubrzanje do 100 km/h za 5.6 sekudi i maksimalnu brzinu od 270 km/h. 
Azure T je najavljen za 2009. godinu, a posebno za njega je motor ojačan na 507 KS i 1000 Nm da postiže još bolje performanse. 

## Tehnički podaci
|                     | Azure                          | Azure T                        |
| ------------------- | ------------------------------ | ------------------------------ |
| Motor               | V8                             | V8                             |
| Obujam              | 6.761 cm³                      | 6.761 cm³                      |
| Snaga               | 336 kW (456 KS) pri 4.100/min. | 373 kW (507 KS) pri 4.200/min. |
| Okretni moment      | 875 Nm pri 1.800/min.          | 1.000 Nm pri 3.200/min.        |
| Mjenjač             | automatski sa 6 stupnjeva      | automatski sa 6 stupnjeva      |
| 0-100 km/h          | 5,6                            | 5,5                            |
| Maksimalna brzina   | 274                            | 288                            |
| Prosječna potrošnja | 19,5                           | 19,5                           |
| Emisija CO2         | 465                            | 465                            |
| Cijena u Njemačkoj  | 334.000 eura                   |                                |

## Vanjska poveznica
- Bentley Motors